# Uzelia mongolica
Uzelia mongolica är en urinsektsart som beskrevs av Olga M. Martynova 1975. Uzelia mongolica ingår i släktet Uzelia och familjen Isotomidae. Inga underarter finns listade i Catalogue of Life.